# Innocents coupables (Ostrovski)
Innocents coupables («Без вины виноватые») est une pièce du dramaturge russe Alexandre Ostrovski écrite en 1881-1883, exemple classique du mélodrame. Elle mélange des scènes de comédie de la vie quotidienne et le drame psychologique. L'intrigue se déroule autour des souffrances d'une mère qui a perdu son enfant et qui a été trahie. Typique du mélodrame, on trouve dans la pièce un changement de nom: à l'acte I, l'héroïne s'appelle Lioubov Ivanovna Otradina, à l'acte II elle se nomme Elena Ivanovna Kroutchinina. Pour Ostrovski, le nom Otradina  (tiré du mot отрада, ce qui se traduit par joie consolatrice) signifie la joie et le nom Kroutchinina (tiré du mot кручина) signifie la tristesse. L'acte III se termine par une fin heureuse. Cette pièce a été publiée pour la première fois dans le n° 1 de l'année 1884 des Annales de la Patrie.

## Histoire
Ostrovski commence à travailler à cette pièce pendant l'été 1881, puis il voyage dans le Caucase, où il passe plus d'un mois. De retour le 3 novembre, il se plonge à nouveau dans l'écriture de la pièce qu'il termine le 7 décembre 1883. Le dramaturge écrit à propos de cette pièce: « C'est presque ma cinquantième œuvre originale et elle m'est très chère à beaucoup de points de vue: j'ai mis beaucoup de travail et d'énergie pour la finir; je l'ai écrite après un voyage dans le Caucase, impressionné par l'accueil enthousiaste du public de Tiflis. J'avais envie de montrer au public russe que l'auteur qu'il a honoré ne s'était pas reposé sur ses lauriers, qu'il voulait toujours travailler et lui donner les plaisirs artistiques qu'il aime et pour lesquels il l'honore. Ensuite, cette œuvre a été créée avec un succès inhabituel: des considérations artistiques m'ont soudainement frappé, accessibles uniquement à des forces de jeunesse intérieure, que je n'osais pas m'imaginer arrivé à cet âge. Retrouver cela m'a mis d'une excellente humeur! »

## Personnages
- Lioubov Ivanovna Otradina, jeune fille de la noblesse / Elena Ivanovna Kroutchinina, actrice de province connue.
- Taïssa Ilinichna Chelavina, jeune fille, de la classe des marchands.
- Grigori Lvovitch Mourov, jeune homme fonctionnaire de province.
- Annouchka, femme de chambre d'Otradina.
- Arina Galtchikha, petite bourgeoise.
- Nil Stratonytch Doudoukine, gentilhomme riche.
- Nina Pavlovna Korinkina, actrice.
- Grigori Neznamov, jeune acteur.
- Chmaga — artiste d'un théâtre de province.
- Ivan, domestique de l'hôtel.
- Petia Milovzorov, premier amant.
- Hôtes et domestiques.

## Argument
Le centre d'attention d'Ostrovski dans cette pièce est le caractère fort et souffrant d'une femme, Lioubov/Elena, capable de renaître spirituellement après les coups durs du destin. Elle traverse toutes ces années (il se passe dix-sept ans après l'acte I) portant une douleur intérieure constante. Mais elle a su résister, malgré tous les malheurs, et se réaliser dans la créativité. Elle est devenue une actrice célèbre. Toute la douleur qu'elle a vécue dans sa jeunesse, elle l'a incarnée sur scène. L'actrice est devenue favorite du public. Bien sûr, elle est aussi devenue jalousée, mais elle a gardé son caractère bon ne souhaitant du mal à personne, pardonnant et apportant son aide.   
À l'inverse, son ancien amant Mourov, père de son fils Gricha, trompe et trahit tout le monde et cela Elena Kroutchinina ne peut lui pardonner, il lui a fait trop de mal.  
Mais finalement, tout finit bien : la malheureuse mère retrouve un fils qu'elle croyait mort depuis longtemps. Elle le reconnaît dans l'acteur Neznamov par un médaillon. Neznamov (qui ne connaît pas son origine) ressent pour la première fois le grand pouvoir de l'amour. 
Selon les lois du genre, le vice est puni et la vertu est récompensée.

## Représentations
La première se déroule au théâtre Maly de Moscou en 1884. Les rôles tenus par Constantin Rybakov (Neznamov) et par Nadejda Nikoulina (Korinkina) ont été spécialement écrits pour eux. 
Innocents coupables est une des pièces russes les plus jouées du répertoire. 
- Première du 15 janvier 1884 au théâtre Maly au bénéfice de Nadejda Nikoulina dans le rôle de Korinkina. Rôles: Kroutchinina: Glikeria Fedotova, Neznamov: Constantin Rybakov, Chelavina: Iraïda Oumanets-Raïskaïa, Chmaga: Nikolaï Mouzil, Mourov: Alexandre Ioujine-Soumbatov, Galtchikha: Olga Sadovskaïa, Doudoukine:  Vladimir Makcheïev, Milovzorov: Nikolaï Alexandrov, Annouchka: Varvara Mouzil-Borozdina.

- 20 janvier 1884 au théâtre Alexandra de Saint-Pétersbourg.

## Adaptations à l'écran
- 1945 — film Innocents coupables de Vladimir Petrov.
- 1985 — spectacle télévisé au théâtre Maly, mise en scène de V. Khokhriakov et A. Bourdonski.
- 1993 — spectacle télévisé Innocents coupables du metteur en scène Piotr Fomenko au Théâtre Vakhtangov.
- 2008 — téléfilm Innocents coupables de Gleb Panfilov.